# Cantón de Saint-Pierre-d'Oléron
El cantón de Saint-Pierre-d'Oléron era una división administrativa francesa que estaba situada en el departamento de Charente Marítimo y la región de Poitou-Charentes.

## Composición
El cantón estaba formado por cuatro comunas:
- La Brée-les-Bains
- Saint-Denis-d'Oléron
- Saint-Georges-d'Oléron
- Saint-Pierre-d'Oléron

## Supresión del cantón de Saint-Pierre-d'Oléron
En aplicación del Decreto nº 2014-269 de 27 de febrero de 2014, el cantón de Saint-Pierre-d'Oléron fue suprimido el 22 de marzo de 2015 y sus 4 comunas pasaron a formar parte del nuevo cantón de la Isla de Oleron.